# Pilský rybník (Dětenice)
Pilský rybník o výměře vodní plochy 50,0 ha se nalézá na kraji lesa asi 3 km jižně od centra vesnice Dětenice v okrese Jičín. Samotný rybník se nalézá na katastrálním území Brodek. Rybník má podkovovitý tvar a je napájen Hasinským potokem.
Pilský rybník patří k rybniční soustavě Rožďalovických rybníků. Jedná se o ornitologicky zajímavou lokalitu vodního ptactva chráněnou v rámci Ptačí oblasti Rožďalovických rybníků. V okolních lesích a mokřadech roste řada vzácných rostlin. Dochovaly se tu zbytky slatinných luk, luhů a dubohabrových hájů.
Rybník je využíván pro chov ryb.

## Galerie

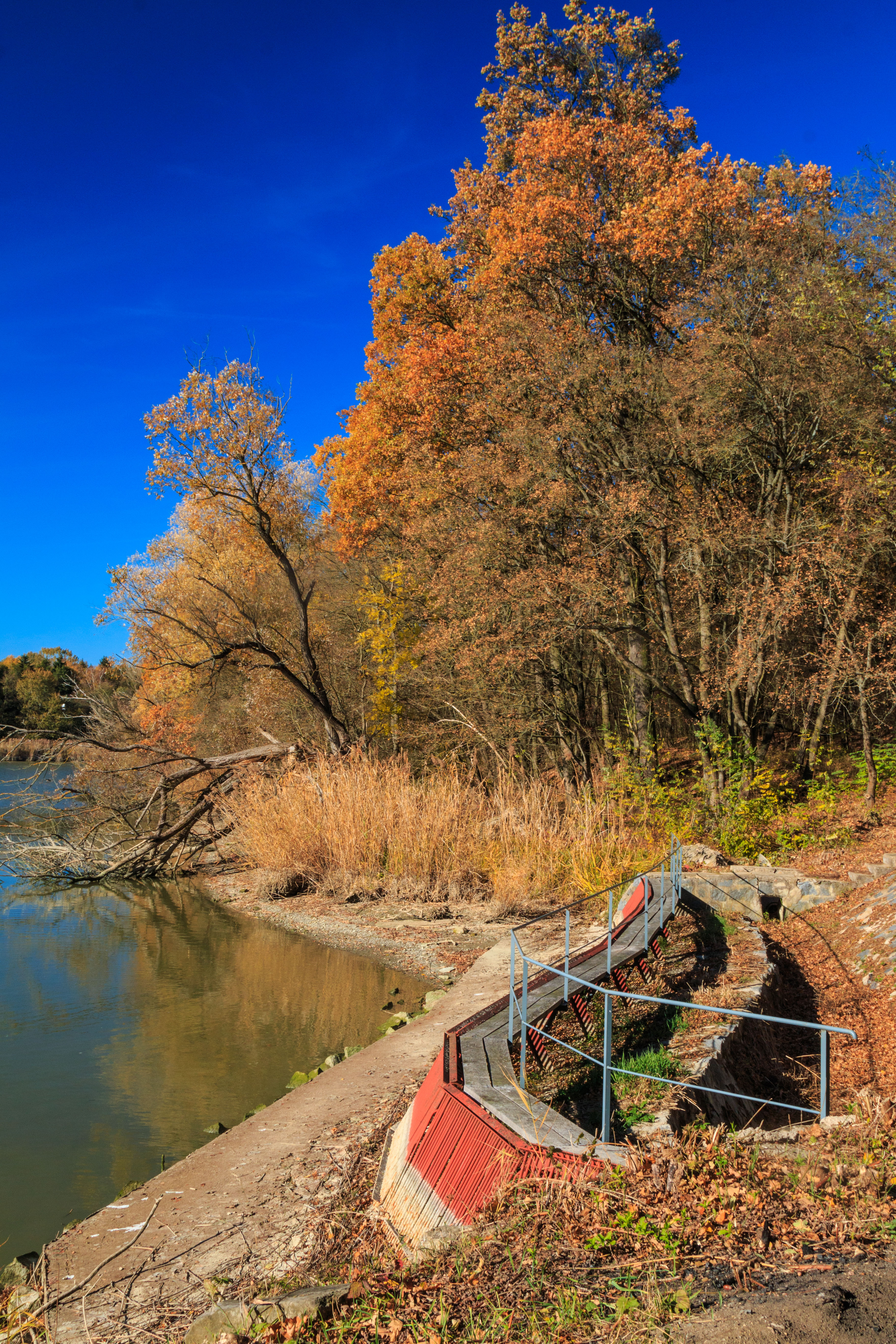
pohled na Pilský rybník
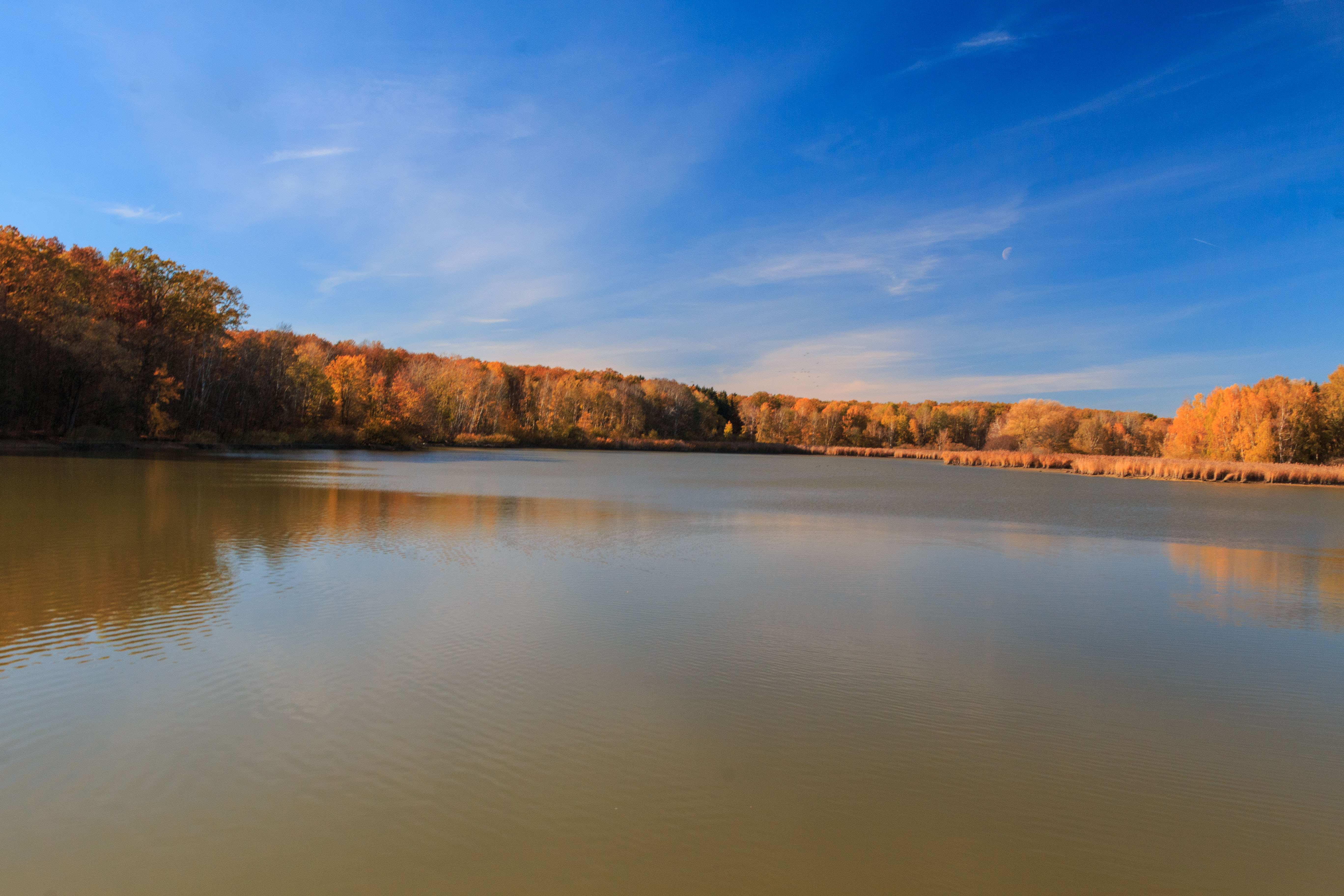
pohled na Pilský rybník
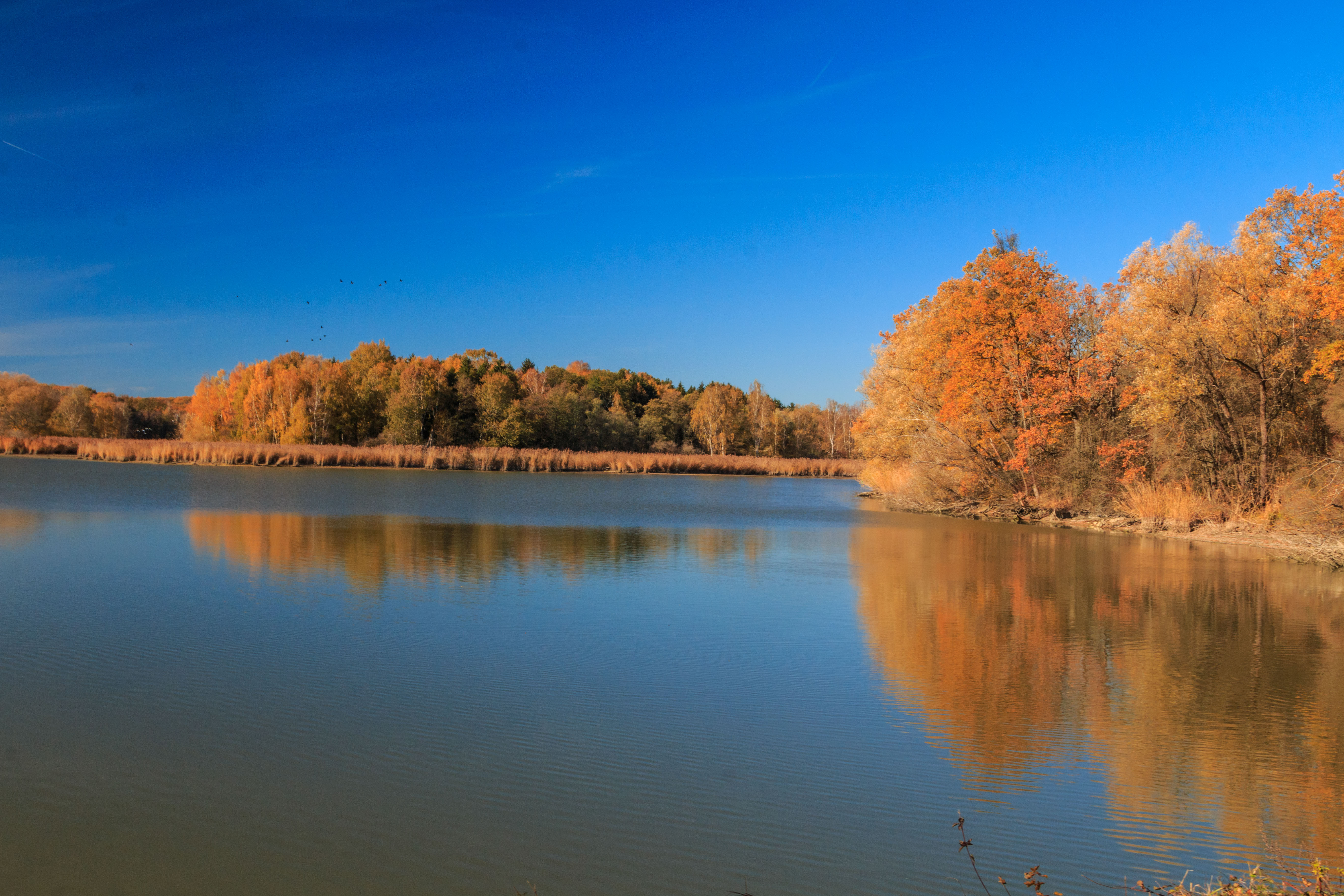
pohled na Pilský rybník
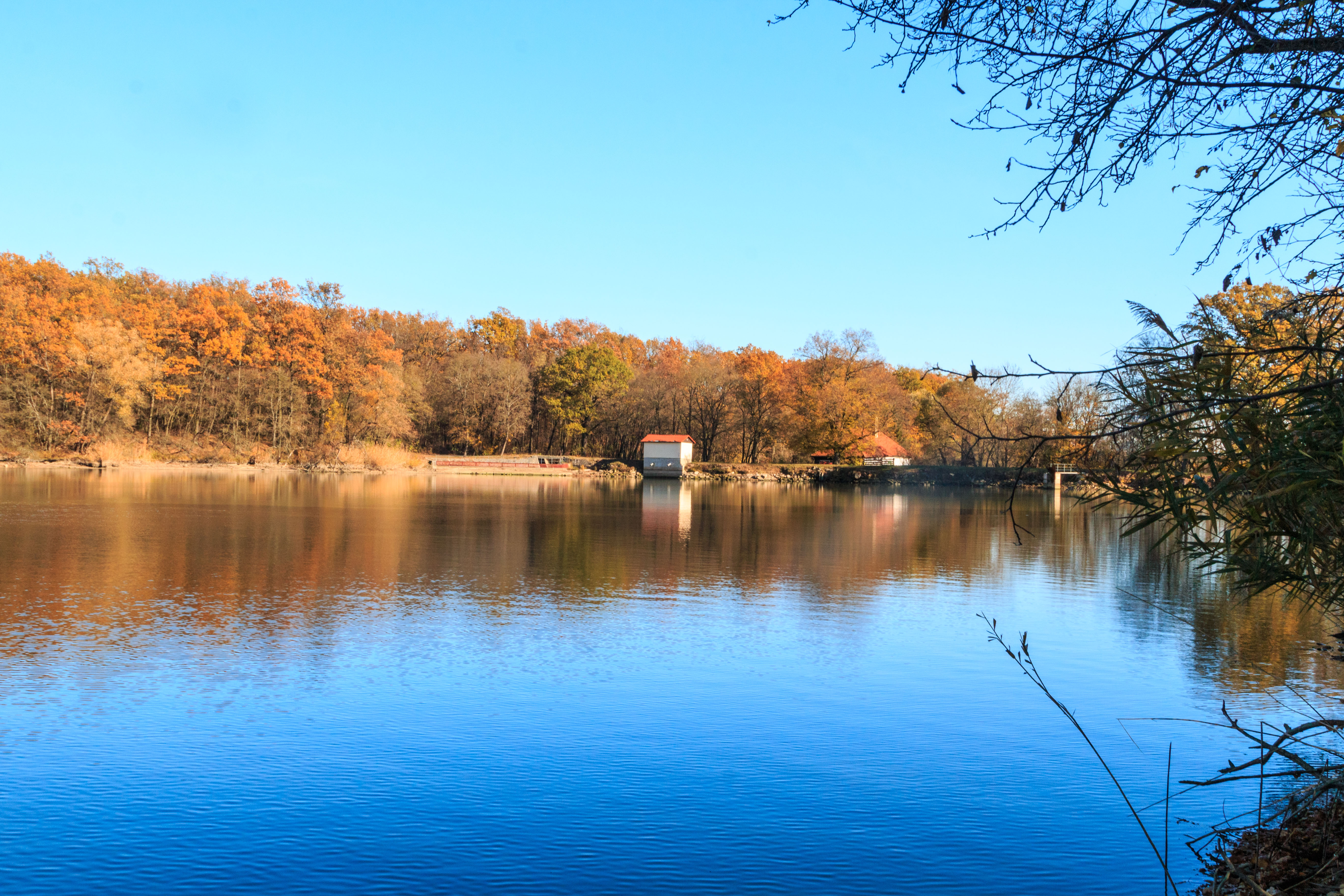
pohled na Pilský rybník
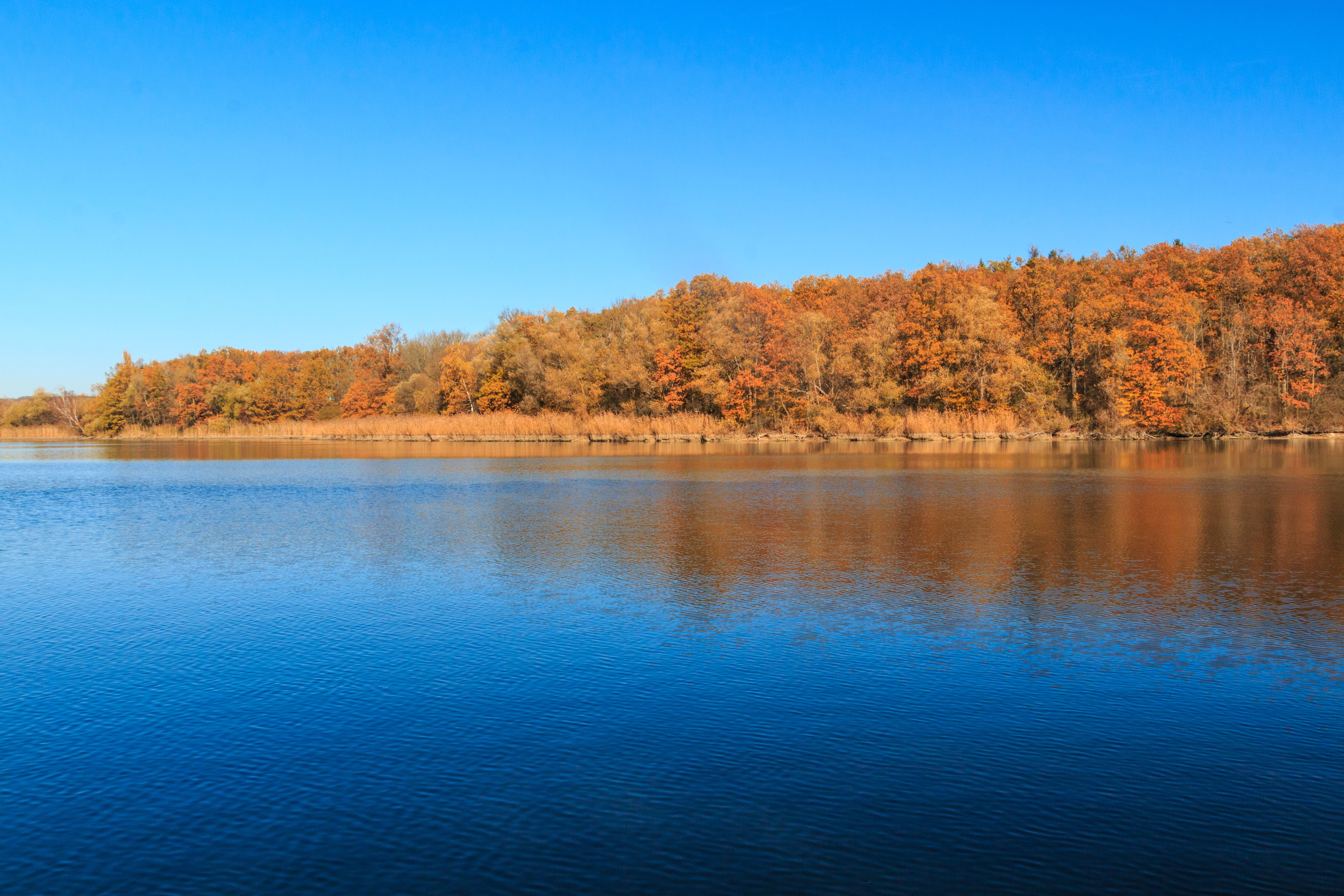
pohled na Pilský rybník
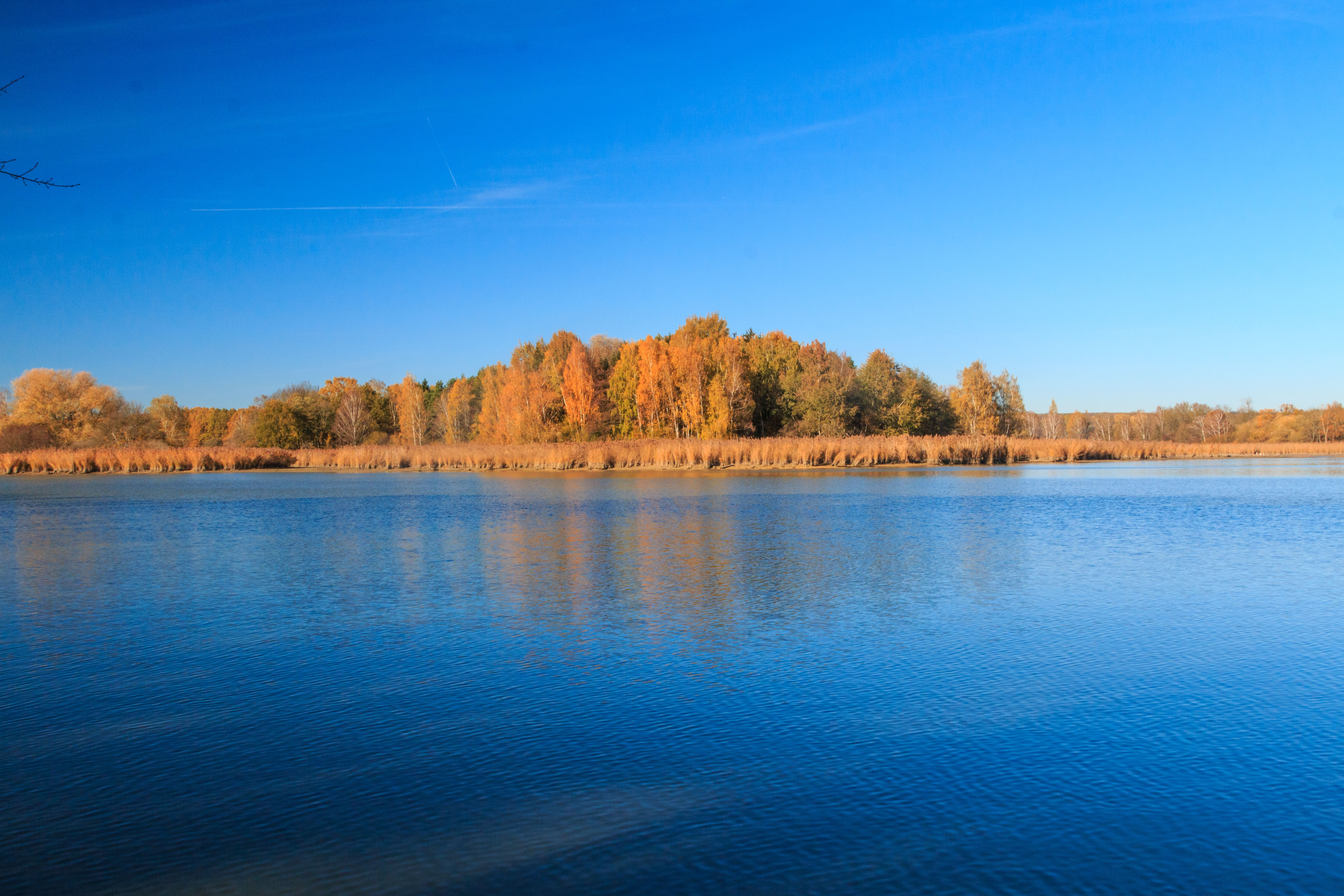
pohled na Pilský rybník